# Engbert Reerink
Engbert Harmen Reerink (Goor, 16 oktober 1899 - Wassenaar, 31 juli 1990) was directeur van de NV Chemisch Pharmaceutische Producten Maatschappij Philips Duphar en president-curator van de Rijksuniversiteit Leiden.

## Jeugd
Engbert Reerink was de oudste zoon (van vier kinderen) van Herman Reerink (1863-1953) en Johanna Dorothea Meyjes (1868-1953). Hij doorliep het gymnasium in Deventer waarna hij fysische chemie ging studeren aan de Rijksuniversiteit Leiden. Hij promoveerde daar aan de faculteit wis- en natuurkunde op 16 december 1924. In 1926 trouwde hij met Adrienne Pfeiffer met wie hij vijf kinderen kreeg. 

## Philips 1926-1961
Het jaar daarvoor was hij in dienst getreden bij de NV Philips Gloeilampen Fabrieken te Eindhoven op het NatLab waar hij diverse patenten verwierf op het onderzoeksgebied van lamp en straling. Ter voorkoming van rachitis, lukte het de Utrechtse fysicus Aart van Wijk en Reerink synthetisch vitamine D2 te bereiden door UV-bestraling van de provitamine ergosterol, bereid uit gist. Dit proces bood mogelijkheden het minder smakelijke levertraan (natuurlijke bron van vitamine D2), dat kinderen slikten om botontkalking tegen te gaan, te vervangen. Besloten werd tot commerciële productie van vitaminehoudende chocoladepastilles (Dohyfral) in 1930 met de oprichting van Philips-Van Houten NV in Weesp , het latere Philips-Duphar. Reerink werd benoemd tot statutair directeur en nam de procesontwikkeling en fabrieksmatige opschaling ter hand. 
Na een moeizame start in de 30er jaren werd het proces in een know-how exchange agreement gelicentieerd aan DuPont de Nemours Inc. Bruikbaarheid van synthetisch vitamine D2 in de grote veevoedermarkt in de V.S. was beperkt vanwege de negatieve smaakeffecten die het had op het pluimvee. Onderzoek in het kleine laboratorium in Weesp wees uit dat de (later gepatenteerde) chemische modificatie van cholesterol (geëxtraheerd uit mosselen) tot vitamine D3 het vlees smaakvrij maakte .
In 1947 werd besloten tot een snelle expansie in de biochemie ten behoeve van de gezondheid van mens, dier en plant . Duphar werd één van de hoofdindustriegroepen van het Philips concern en J.W.M.J. Boost trad aan als commercieel directeur. Samenwerking in het verwerven van een marktpositie in de V.S. leidde tot acquisities en oprichting van Philips Electronic & Pharmaceuticals Industries . De succesvolle interdisciplinaire samenwerking intern en met afnemers, licentienemers en universiteiten in Europa en Noord Amerika weerspiegelde zich in vele nieuwe producten, patenten en personeelsgroei - vooral van academici. Diverse nieuwe productlijnen kwamen tot ontwikkeling.
In 1961 ging Reerink met pensioen bij Philips-Duphar waar hij tot 1966 als adviseur betrokken bleef. Samen met Prof. E. Havinga en Dr. G.A. Overbeek ontving hij in 1965 de naar de oprichter van Organon vernoemde Dr. Saal van Zwanenburgprijs voor 'het veelomvattende werk op het gebied van de toegepaste chemie van geneeskrachtige steroïden'.

## Rijksuniversiteit Leiden 1961-69
In het jaar van pensionering werd Reerink benoemd tot president-curator van de Rijksuniversiteit van Leiden. Zijn curatorschap kenmerkte zich door een stormachtige expansie van de universiteit die zijn sporen naliet in het studentenleven en de stadsontwikkeling van Leiden. Als vicevoorzitter van de Academische Raad van landelijke universiteiten was hij direct betrokken bij de universitaire bestuurlijke hervorming (rapport-Maris, april 1967). Op het hoogtepunt van de studentenrevolte en de nationale, academische bestuurscrisis die uitmondde in de Wet Universitaire Bestuurshervorming (WUB), bood hij op 14 mei 1969 zijn ontslag aan. Voor de continuïteit bleef hij op verzoek van minister Veringa aan tot het begin van het nieuwe academisch jaar .  
Engbert Reerink overleed op 90-jarige leeftijd op 31 juli 1990.